# Орден босых кармелитов
Орден босых кармелитов (Орден босых братьев Пресвятой Девы Марии с горы Кармель, лат. Ordo Fratrum Discalceatorum Beatae Mariae Virginis de Monte Carmelo, OCD) — один из четырёх нищенствующих католических орденов, отделившийся от основной ветви кармелитов в XVI веке.
Его возникновение связано с деятельностью великих кармелитских святых — Терезы Авильской и Иоанна Креста, а также с желанием части кармелитской братии жить по строгому первоначальному уставу ордена. Орден босых кармелитов был утверждён в 1593 году. В 2015 году орден объединял 4021 монаха (из них 2900 священников) в 632 монастырях.

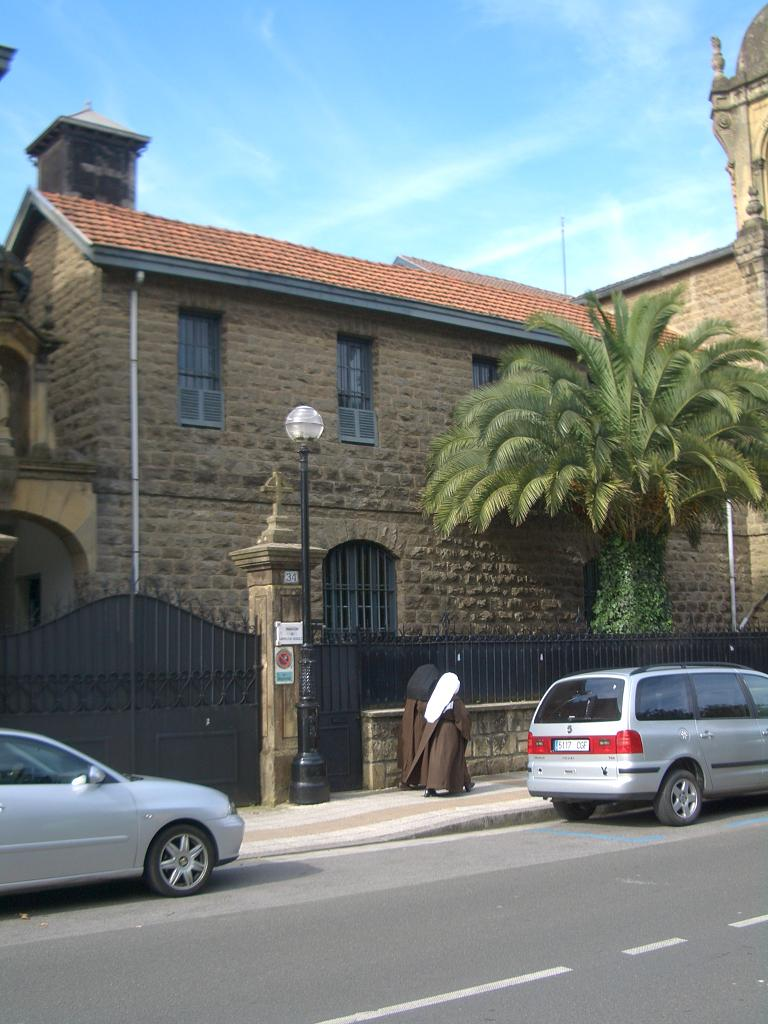
Монастырь босых кармелиток в г. Сараус (Zarautz), Страна Басков
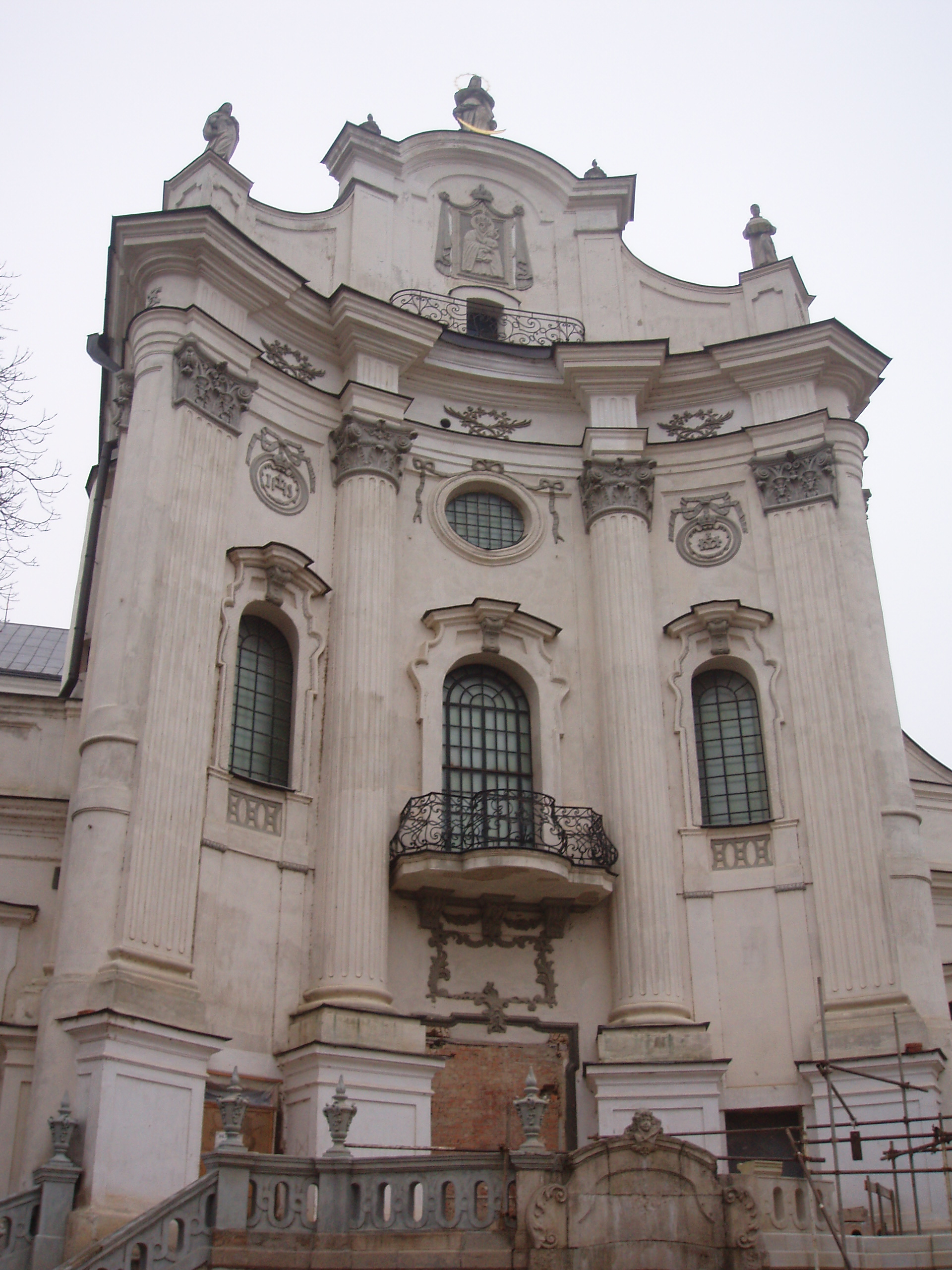
Фронтальный вид монастыря босых кармелитов в г. Бердичев, Украина